# Royalton (Vermont)
Royalton ist eine Town im Windsor County des Bundesstaates Vermont in den Vereinigten Staaten mit 2750 Einwohnern (laut Volkszählung von 2020).

## Geografie

### Geografische Lage
Royalton liegt im Tal des White River, einem Zufluss des Connecticut River, in den östlichen Höhenzügen der Green Mountains. Die Hauptsiedlung South Royalton liegt am Südufer des White River; eine weitere wichtige Siedlung ist das wenige Meilen flussaufwärts gelegene Royalton Village. Wichtige Erhebungen sind Royalton Hill mit 449 m (1,473 feet) Höhe, Russ Hill, ebenfalls  449 m hoch, und Elephant Hill mit 332 m (1089 feet). Royalton gehört zum sogenannten Upper Valley, einer Region entlang des Connecticut in Vermont und New Hampshire.

### Nachbargemeinden
Alle Entfernungen sind als Luftlinien zwischen den offiziellen Koordinaten der Orte aus der Volkszählung 2010 angegeben.
- Norden: Tunbridge, 8,5 km
- Nordosten: Strafford, 21,9 km
- Osten: Sharon, 13,8 km
- Südosten: Pomfret, 6,7 km
- Süden: Barnard, 9,3 km
- Südwesten: Stockbridge, 22,7 km
- Westen: Bethel, 15,3 km
- Nordwesten: Randolph, 6,6 km

Hinweis: Royalton und Stockbridge teilen keine gemeinsame Grenze miteinander. Die beiden Gemeinden liegen aber derart nah bei einander, dass die Aufnahme in die oben stehende Liste sinnvoll ist.

### Klima
Die mittlere Durchschnittstemperatur in Royalton liegt zwischen −8,3 °C (17 °Fahrenheit) im Januar und 20,6 °C (69 °Fahrenheit) im Juli. Damit ist der Ort gegenüber dem langjährigen Mittel Vermonts um etwa 1 Grad kühler. Die Schneefälle zwischen Oktober und Mai liegen mit etwa 45 cm im Januar etwa doppelt so hoch wie die mittlere Schneehöhe in den USA. Die tägliche Sonnenscheindauer liegt am unteren Rand des Wertespektrums der USA, im Zeitraum von September bis Mitte Dezember sogar deutlich darunter.

## Geschichte
Das Gebiet war am 13. November 1769 durch den Bundesstaat New York zur Besiedlung ausgerufen und verkauft worden. Eine erste dauerhafte Besiedlung mit Überwinterung erfolgte ab 1771; danach wuchs die Bevölkerung sehr rasch an. Bereits 1778 konnte die Siedlung eine konsolidierende Stadtverordnetenversammlung einberufen; aber erst ab 1781 war die Town auch im Senat der damaligen Vermont Republic ständig vertreten.
Zuvor, am 16. Oktober 1780, war es zu einem Ereignis gekommen, das als „Burning of Royalton“ bekannt wurde: Eine Gruppe von etwa 300 Indianern unter Leitung des britischen Lieutenant Horton überfiel in den frühen Morgenstunden den Ort und seine umgebenden Gehöfte, brannte etwa 20 Häuser, einen Großteil der Siedlung, nieder, tötete zwei Bewohner und entführte 25 Männer, Frauen und Kinder. Zusätzlich wurde die eben eingebrachte Ernte vernichtet sowie das Vieh, darunter 150 Rinder und alle Schafe, getötet, so dass den rund 300 Bewohnern der Siedlung keine Nahrungsreserven für den Winter blieben und die Siedlung vorübergehend aufgegeben werden musste. Hintergrund des Überfalls war offenbar die Suche nach einem amerikanischen Offizier, einem Lieutenant Whitcomb, der 1776 während eines Aufklärungsrittes einen britischen Offizier getötet und dessen Uhr und Säbel an sich genommen hatte. Dies wurde von den Briten als inakzeptables Verhalten für einen Offizier angesehen und energisch verfolgt. Die Einheit, der Whitcomb angehörte und die ursprünglich in Royalton stationiert war, wurde aber kurz vor dem Überfall nach Bethel verlegt.
Ein Verfolgungstrupp aus Bewohnern umliegender Dörfer stellte in der folgenden Nacht das Lager der sich zurückziehenden Indianer und startete einen Überfall. Zwei der Geiseln wurden daraufhin erschlagen und ihre Leichen gefesselt zurückgelassen; eine weitere, betagte Geisel wurde zum Verfolgertrupp entsandt mit der Nachricht, dass die restlichen Geiseln ebenfalls erschlagen würden, wenn es weitere Attacken gäbe. Daraufhin wurde die Verfolgung abgebrochen. Die Verschleppten lebten zum Teil länger als ein Jahr in Kanada, bevor sie fliehen konnten oder freigelassen wurden. Die Geschichte der Entführten findet sich in vielen Büchern und wurde durch Gedenksteine in Erinnerung gehalten, die an mehreren Orten entlang des Weges in die Gefangenschaft aufgestellt waren.
Bereits im Jahr nach dem Überfall, 1781, wurde die Siedlung neu errichtet; nahezu alle ursprünglichen Siedler kehrten zurück. Die Dokumente zur Stadtgeschichte waren allerdings beim Brand von 1780 vernichtet worden, so dass erst ab der Wiederbesiedlung Dokumente mit gesicherten Daten für die Stadtgeschichte vorliegen. Ausnahme ist die Gründungsurkunde von 1770, die erst nach dem Wiederaufbau in die Stadt verbracht wurde.
Die fruchtbaren Böden des Flusstales und seiner Umgebung ließen den Ort weiterhin rasch anwachsen. Ein erstes Gemeindehaus wurde 1792 eingeweiht; im Jahr 1807 wurde die Royalton Academie gegründet. Bereits 1818 war die Gemeinde so stark bevölkert, dass einige Bürger gen Westen auswanderten: Im Bundesstaat Ohio wurde unter dem Namen Royalton Township (heute: North Royalton) eine neue Siedlung gegründet.
Mit der Gründung der Vermont Central Railroad im Jahr 1843 wurde der Plan die damals neue Eisenbahn durch das Tal des White River durch die Green Mountains zu führen und den Connecticut River über die Hauptstadt Vermonts, Montpelier, zum Handels- und Industriezentrum Burlington am Lake Champlain zu führen, in die Tat umgesetzt. Die Bahnstrecke Windsor–Burlington wurde am 26. Juni 1848 zwischen Windsor und Bethel eröffnet und damit auch Royalton an die Bahnstrecke angeschlossen. Die restliche Strecke durch das Gebirge ging bis zum 31. Dezember 1849 in Betrieb. Für Royalton, wie auch für die anderen Siedlungen im Tal des White River, erschlossen sich dadurch neue, größere Absatzmärkte, was zu einer stark aufblühenden Wirtschaft führte.
Der Personenverkehr auf der Bahnverbindung zwischen Essex Junction und Burlington wurde 1938 eingestellt, 1966 folgte die komplette Einstellung des Personenverkehrs auf der kompletten Strecke. Seit 1972 verkehren aber einmal täglich wieder Expresszüge auf der Strecke: bis 1995 (mit zwei Jahren Unterbrechung) den Montréaler, danach den noch heute verkehrenden Vermonter. Der Güterverkehr auf der Strecke wurde aber ununterbrochen aufrechterhalten.

### Religionen
Im Ort gibt es eine Grundschule und zwei größere Kirchengemeinden, je eine methodistische und eine Niederlassung der United Church of Christ, sowie mehrere kleinere Religionsgemeinschaften wie die Zeugen Jehovas oder die Journey Church.

### Einwohnerentwicklung
| Volkszählungsergebnisse – Town of Royalton, Vermont | Volkszählungsergebnisse – Town of Royalton, Vermont | Volkszählungsergebnisse – Town of Royalton, Vermont | Volkszählungsergebnisse – Town of Royalton, Vermont | Volkszählungsergebnisse – Town of Royalton, Vermont | Volkszählungsergebnisse – Town of Royalton, Vermont | Volkszählungsergebnisse – Town of Royalton, Vermont | Volkszählungsergebnisse – Town of Royalton, Vermont | Volkszählungsergebnisse – Town of Royalton, Vermont | Volkszählungsergebnisse – Town of Royalton, Vermont | Volkszählungsergebnisse – Town of Royalton, Vermont |
| Jahr                                                | 1700                                                | 1710                                                | 1720                                                | 1730                                                | 1740                                                | 1750                                                | 1760                                                | 1770                                                | 1780                                                | 1790                                                |
| --------------------------------------------------- | --------------------------------------------------- | --------------------------------------------------- | --------------------------------------------------- | --------------------------------------------------- | --------------------------------------------------- | --------------------------------------------------- | --------------------------------------------------- | --------------------------------------------------- | --------------------------------------------------- | --------------------------------------------------- |
| Einwohner                                           |                                                     |                                                     |                                                     |                                                     |                                                     |                                                     |                                                     |                                                     |                                                     | 748                                                 |
| Jahr                                                | 1800                                                | 1810                                                | 1820                                                | 1830                                                | 1840                                                | 1850                                                | 1860                                                | 1870                                                | 1880                                                | 1890                                                |
| Einwohner                                           | 1501                                                | 1753                                                | 1816                                                | 1893                                                | 1917                                                | 1850                                                | 1739                                                | 1679                                                | 1558                                                | 1433                                                |
| Jahr                                                | 1900                                                | 1910                                                | 1920                                                | 1930                                                | 1940                                                | 1950                                                | 1960                                                | 1970                                                | 1980                                                | 1990                                                |
| Einwohner                                           | 1427                                                | 1452                                                | 1469                                                | 1491                                                | 1291                                                | 1331                                                | 1388                                                | 1399                                                | 2100                                                | 2389                                                |
| Jahr                                                | 2000                                                | 2010                                                | 2020                                                | 2030                                                | 2040                                                | 2050                                                | 2060                                                | 2070                                                | 2080                                                | 2090                                                |
| Einwohner                                           | 2603                                                | 2773                                                | 2750                                                |                                                     |                                                     |                                                     |                                                     |                                                     |                                                     |                                                     |

## Wirtschaft und Infrastruktur

### Verkehr
Nach dem weitgehenden Niedergang der Bahnverbindung ist heute der Interstate 89, eine Schnellstraße, die sich durch das Flusstal des White River zieht und dabei Royalton mit Montpelier und Burlington im Norden und Concord im Südosten verbindet, die wichtigste Verkehrsverbindung der Gemeinde. Zudem führen zwei Landstraßen die Vermont State Routes 14 und 107, durch das Gebiet.

### Medien
Ein lokaler Radiosender, WRJT, sendet auf der Ultrakurzwellen-Frequenz 103,1.

### Öffentliche Einrichtungen
In Royalton verfügt neben den üblichen städtischen Verwaltungen über keine öffentlichen Einrichtungen. Das nächstgelegene Krankenhaus ist das Gifford Medical Center in Randolph.

### Bildung
Eine über alle 12 Klassen führende allgemeinbildende Schule, die South Royalton School, ist in der Ortschaft angesiedelt.

## Persönlichkeiten

### Söhne und Töchter der Stadt
- Charles Durkee (1805–1870), Abgeordneter des US-Repräsentantenhauses und Gouverneur des Utah-Territoriums
- Dudley Chase Denison (1819–1905), Abgeordneter des US-Repräsentantenhauses

### Persönlichkeiten, die vor Ort gewirkt haben
- Orestes Brownson (1803–1876), religiöser Publizist. Wuchs in Royalton bei Pflegeeltern auf, die ihn religiös stark prägten
- Jacob Collamer (1792–1865), Jurist und Politiker